# Théâtre des Délassements-Comiques
Théâtre des Délassements-Comiques [téátr dé délasmans komik], česky Divadlo komických rozptýlení, byl název několika divadel v Paříži v letech 1785–1890. Později divadlo neslo další názvy, např. Théâtre des Variétés Amusantes (po roce 1803), či Nouveaux Troubadours (po roce 1806). Nacházela se v 11. obvodu.

## Historie
První divadlo tohoto jména bylo založeno na Boulevardu du Temple v roce 1785 na místě pozdějších divadel Théâtre Historique a Cirque-Olympique. Divadlo vyhořelo 2. února 1787. Po rekonstrukci bylo znovu otevřeno v roce 1788. V letech 1795 až 1797 vedl v orchestr divadla český hudebník Jan Václav Stich, známější jako Giovanni Punto. Roku 1799 byla činnost divadla ukončena. 
Druhé divadlo stejného názvu sídlilo taktéž na Boulevardu du Temple a bylo v provozu v letech 1804–1806 pod názvem Théâtre des Variétés Amusantes. Ve stejné ulici fungovalo i třetí divadlo tohoto názvu otevřené v roce 1841 mezi divadly Funambules a Petit-Lazari. 
V roce 1862 bylo divadlo přesunuto do ulice Rue de Provence z důvodu přestavby Paříže, ale v lednu 1864 bylo definitivně uzavřeno. 
Čtvrté divadlo bylo otevřeno 15. února 1866 na Boulevardu du Prince Eugène. O několik měsíců později bylo sice přejmenováno na Théâtre du Prince Eugène, ale v roce 1867 se vrátilo ke svému původnímu názvu. Dne 5. března 1871 zde měla premiéru Hervého opereta Les Contes de fées. Divadlo vyhořelo ještě téhož roku během bojů v závěru Pařížské komuny. 
V pořadí páté divadlo bylo otevřeno v roce 1873 (dnešní théâtre des Nouveautés) na Rue du Faubourg-Saint-Martin a fungovalo do roku 1878. Poslední divadlo tohoto jména fungovalo v Paříži v letech 1886–1890.